# Literatuur over Vincent van Gogh
De literatuur over Vincent van Gogh beschrijft het leven en werk van de Nederlandse kunstschilder Vincent van Gogh, die na zijn dood in 1890 uitgroeide tot voortrekker van de expressionisten. Vroege onderzoekers waren Mark E. Tralbaut, Jan Hulsker, Jacob Baart de la Faille, Walther van Beselaere. Meer recente specialisten zijn Johannes van der Wolk, Evert van Uitert, Louis van Tilborgh en Ronald Pickvance.

## Groot aantal publicaties
Vincent van Gogh behoort ongetwijfeld bij de top tien van kunstenaars wat betreft het aantal publicaties dat over hem en zijn werk geschreven is. De Amerikaan Charles Mattoon Brooks jr. registreerde reeds in zijn Vincent van Gogh a Bibliography, New York, 1942, 777 referenties over de periode 1890 tot 1940, terwijl Eduard Buckman in zijn Bibliography Vincent van Gogh, over de periode 1940 tot juli 1951, daar nog eens 273 aan zou toevoegen. Een supplement van vijfendertig pagina's op het laatstgenoemde werk, over de periode van 1940 tot juni 1953, verscheen in 1954 in de Verenigde Staten. Van juli 1953 tot heden komen daar ontelbare publicaties bij.

## Mark Tralbaut
Mark Edo Tralbaut, geboren in 1902 en tot zijn dood directeur van het Internationaal Van Gogh Archief is een van de belangrijkste onderzoekers. Hij ontving doctoraten in de kunstgeschiedenis en archeologie en was gedurende zijn gehele leven bezig met onderzoek over Van Gogh. Buiten zijn bekende boek Vincent van Gogh, verschenen bij MacMillan, Londen, 1969, wordt hier een tweetal van zijn belangrijkste werken genoemd; Vincent van Gogh in zijn Antwerpse Periode, A.J.G. Strengholt's Uitgevers Mij., Amsterdam, 1948, en Vincent van Gogh in Drente, Uitgeverij de Torenlaan, Assen,1959. Daarnaast verschenen tientallen andere uitgaven en artikelen. Tralbaut verzorgde ook tentoonstellingen en de bijbehorende catalogi in binnen- en buitenland.

## Jan Hulsker

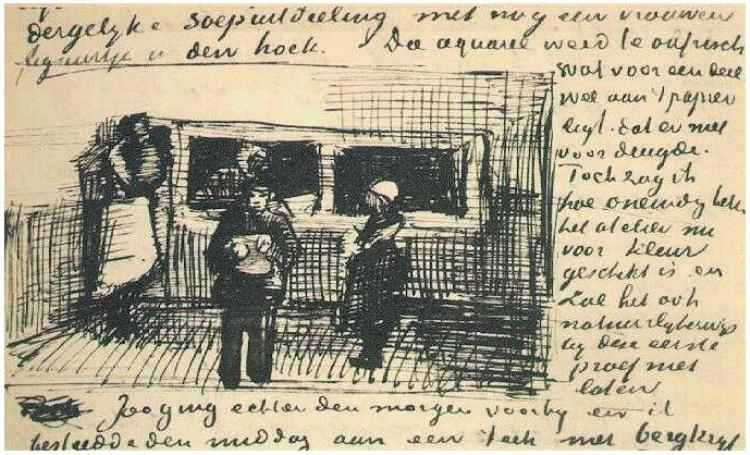
Brief van Vincent van Gogh met afbeelding van de soepkeuken

Jan Hulsker is na Tralbaut een van de productiefste Nederlandse onderzoekers over Vincent van Gogh. Deze in 1907 geboren neerlandicus was van 1934 tot 1947 (het jaar waarin hij promoveerde) leraar, vanaf 1948 hoofd kunstzaken bij de gemeente Den Haag en eindigde als directeur-generaal culturele zaken bij het toenmalige ministerie van Onderwijs en Wetenschappen. Onder zijn belangrijkste boeken behoort zeker Van Gogh en zijn weg; Het complete werk, verschenen bij Meulenhoff, Amsterdam, in een geheel bijgewerkte editie. Deze editie, een biografie en oeuvrecatalogus met alle tekeningen, schilderijen en schetsen in chronologische volgorde, bevat ruim tweeduizend afbeeldingen. Reeds eerder in 1973 verscheen ook bij Meulenhoff, Amsterdam, Van Gogh door Van Gogh; De brieven als commentaar op zijn werk, met 180 illustraties van de schetsen uit de brieven. 
Hierna een opgave van enige van zijn andere publicaties: Wie was Vincent van Gogh, Bert Bakker/Daamen, Den Haag, 1958, - Vincent van Gogh, een leven in brieven, Meulenhoff, Amsterdam, 1980, - Lotgenoten, het leven van Vincent en Theo van Gogh, Unieboek, Houten, 1987, en Dagboek van Van Gogh, in een bijgewerkte editie weer bij Meulenhoff, Amsterdam, 1990. In dit laatstgenoemde boek vormen de brieven samen met de schilderijen en tekeningen een 'picturaal' dagboek. Jan Hulsker ontving in 1987 uit handen van prins Bernhard de Zilveren Anjer voor zijn onderzoekingen in verband met Vincent van Gogh.

## Baart de la Faille
Jacob Baart de la Faille (1886-1959) begon reeds vanaf 1917, geïnspireerd door een essay van F.E. Visser in De Beweging, een speurtocht naar alle werken die Vincent tijdens zijn leven gemaakt had. De vroege Van Gogh-kenner H.P. Bremmer adviseerde hem daarbij. Dit resulteerde in het omvangrijke werk in vier kloeke delen onder de titel: L'Oeuvre de Vincent van Gogh; Catalogue Raisonné, 1664 nummers, Van Oest, Paris, Bruxelles, 1928. Bij Hyperion in Parijs verscheen in 1939 een herziene uitgave alleen over de schilderijen. Tevens publiceerde De la Faille in 1930 het werk: Les Faux Van Gogh, Van Oest, Paris, Bruxelles, 1930.
Bij Meulenhoff International, Amsterdam, verscheen in 1970 een totaal gereviseerde editie van het eerstgenoemde werk van De la Faille, onder leiding van een aantal gerenommeerde Nederlandse kunstkenners, onder wie Jan Hulsker, onder de titel: The works of Vincent van Gogh; His Paintings and Drawings. Tot op de dag van vandaag is dit een van de meest geraadpleegde werken.

## Vanbeselaere
Walther Vanbeselaere (Zevekote, 1908 – Antwerpen, 1988) was hoofdconservator van het Koninklijk Museum voor Schone Kunsten te Antwerpen. Walther Vanbeselaere heeft in zijn studie De Hollandsche periode (1880-1885) in het werk van Vincent van Gogh, Wereldbibliotheek, Amsterdam, 1937, een zeer belangrijke bijdrage geleverd aan het determineren van alle werken die Vincent achtereenvolgens in Etten, Den Haag, Drenthe en Nuenen vervaardigd heeft.

## Van der Wolk
Johannes van der Wolk, oud directeur van het Van Gogh Museum in Amsterdam en daarna Van Gogh conservator bij het Kröller-Müller Museum in Otterlo, schreef ook over Vincent van Gogh. In zijn verhandeling De Schetsboeken van Vincent van Gogh, Meulenhoff/Landshoff, Amsterdam, 1986, heeft hij na een minutieus onderzoek de in het het Rijksmuseum Van Gogh in Amsterdam bewaarde schetsboeken kunnen reconstrueren. Voor de Van Gogh liefhebbers is dit 398 afbeeldingen bevattende boek uniek, omdat alle bekende tekeningen uit de schetsboeken van Vincent nu in één band bijeengebracht zijn.

## Diverse titels
Alleen al de jaren 1989 en 1990 leveren in verband met de herdenking van het overlijden van Vincent van Gogh in 1890, een respectabel aantal nieuwe titels op, waarbij uitspringt de verschenen tweedelige catalogus Vincent van Gogh; Schilderijen/Tekeningen met 736 pagina's en 410 afbeeldingen, uitgave van Mondadori Editore Arte SRL/De Luca Edizione d'Arte SPA, Milaan, importeur Meulenhoff/Landshoff, Amsterdam. De auteurs van deze catalogus zijn voor de schilderijen: Sjraar van Heugten, Louis van Tilborgh en Evert van Uitert; voor de tekeningen zijn dat: Ineke Pey, Ronald Pickvance en Johannes van der Wolk. In deze catalogus, die behalve in het Nederlands, ook in het Engels, Frans, Italiaans en Spaans verscheen, zijn in beide delen een biografie, een bibliografie en een register opgenomen.
Tevens verscheen in verband met zijn honderdste sterfdag de uitgave Vincent van Gogh en de moderne kunst. 1890 - 1914. in het kader van de gelijknamige tentoonstelling in het Rijksmuseum  Vincent van Gogh van 16 november 1990 - 18 februari 1991 (Waanders Uitgevers Zwolle, Ronald Dorn et al.).

## Boeken over de brieven
Bij de Staatsdrukkerij en Uitgeverij, Den Haag, verscheen de uitgave De brieven van Vincent Van Gogh. De samenstellers van deze vierdelige uitgave, Monique Berends en Han van Crimpen hebben alle bekende brieven opgenomen. Van de niet Nederlandse brieven werden voor het eerst vertalingen gemaakt en alle brieven zijn strikt chronologisch gerangschikt. Van alle handschriften werden nieuwe transcripties gemaakt. Deze belangrijke uitgave is een waardige opvolger van de Verzamelde brieven van Vincent van Gogh, Wereldbibliotheek, Amsterdam, 1953, waarvoor Theo van Gogh's weduwe, Jo van Gogh - Bonger reeds in haar in 1914, ook bij de Wereldbibliotheek, Amsterdam, uitgegeven Vincent van Gogh; Brieven aan zijn broeder, de belangrijke grondslag gelegd heeft.

## Verdere publicaties
Bij de Stadsdrukkerij, Amsterdam, verscheen van Sjoerd de Vries en Reindert Groot, Vincent van Gogh in Amsterdam, over het verblijf van Vincent van mei 1877 tot juli 1878 in Amsterdam, waar hij introk bij zijn oom Jan van Gogh, directeur van de Marinewerf op Kattenburg. Hij ging zich daar voorbereiden op de theologiestudie.
Twaalf auteurs schreven evenveel artikelen in het Nederlands Kunsthistorisch Jaarboek nummer 41, 1990, Stichting Nederlandse Kunsthistorische Publicaties en Gary Schwartz/SDU Uitgeverij, den Haag. In de bijdragen worden onder meer behandeld: het leven van Van Gogh in Brabant, de portretten die hij in Arles maakte, zijn vriendschap met Albert Aurier in de jaren 1880-1890, de portretten van de familie Roulin in Arles, zijn ziektebeeld en een verhandeling over de Wacker-vervalsingen. De auteurs zijn: R. Dorn, W. Feilchenfeldt, Jan Hulsker, V. Jirat-Wasiutynski, H. Lensink, R. Manheim, M.M. Op de Coul, M. Supinen, P.H.A. Voskuil, B. Welsh, H.B. Wernessen en H. Zemel.
Van Juleke van Lindert en Evert van Uitert bracht Meulenhoff, Amsterdam, Een eigentijdse expressie; Vincent van Gogh en zijn portretten. In dit rijk geïllustreerde essay worden een aantal van de beroemdste portretten getoond. Afgebeeld zijn onder andere: Van Gogh's Parijse vriend père Tanguy, madame Ginoux, dokter Paul Cachet, de zoeaaf en de zelfportretten.
Bij de Arbeiderspers, Amsterdam, kwam uit van Jan Meyers: De jonge Vincent en bij Waanders, Zwolle, 1989, verscheen van Louis van Tilborgh: Van Gogh en Millet.
In een samenwerking tussen de Stichting Vincent van Gogh en Uitgeverij Waanders, Zwolle, verschenen de Cahiers Vincent, waaronder Cahier Vincent 3 - Restauratie door onder anderen M.M. Bang en C. Peres en Cahier Vincent 4 - Condoleancebrieven door Ronald Pickvance.

## Literatuur (selectie)
- Ron Dirven & Kees Wouters, Vincent van Gogh : Het Mysterie van de Breda'se kisten, Uitgave van het Breda's Museum, 2003, ISBN 90 806 108 4 4
- Leo Jansen en Jan Robert, Kort Geluk, de briefwisseling tussen Theo van Gogh en Jo Bonger, Uitgeverij Waanders, Zwolle, 2000, ISBN 90-400-9353-9
- Irene Meyjes, Johanna van Gogh-Bonger: kunsthandelaar?, Uitgeverij Scriptio, Deventer, 2007, ISBN 90-8773-005-5
- Chris Stolwijk & Han Veenenbos, The accountbook of Theo van Gogh and Jo van Gogh-Bonger, Van Gogh Museum Amsterdam 2002, ISBN 90 74310 82 6
- Bernard, B: Vincent by himself: a selection of Van Gogh's paintings and drawings together with extracts from his letters, Londen, 1985. ISBN 0-85613-866-5
- Hetebrügge, Jörn: Vincent van Gogh: 1853 - 1890, Parragon, Bath, 2009. ISBN 978-1-4075-7705-0
- Lein, E.: Vincent van Gogh, Lisse, 2003. ISBN 90-5841-038-2
- Perruchot, H.: Het leven van Vincent van Gogh, Utrecht, 1965. ISBN 90-315-0203-0
- Rohde, Shelly: Het Van Gogh boek: Vincent van Gogh van A tot Z, Bussum - Amsterdam, 2003. ISBN 90-6868-340-3
- Hughes, Shirley: Atelier van Gogh, Gent - Amsterdam, 2002. ISBN 90-5544-397-2
- Metzger, Rainer & Walther, Ingo: Van Gogh: the complete paintings, Keulen, 1993. ISBN 3-8228-5137-X
- Heenk, Elizabeth N Vincent van Gogh's Drawings. An Analysis of their Production and Uses. PhD thesis Courtauld Institute of Art, London, 1995.
- Hans Kaufmann & Rita Wildegans Van Goghs Ohr - Paul Gauguin und der Pakt des Schweigens, uitg. Osburg Verlag, Berlijn, 2008
- Diverse auteurs: Het dossier Vincent van Gogh – gek of geniaal ?. Uitgeverij Candide, 2010.
- Rachel Esser/Margriet Schavemaker: De (inter)nationale identiteiten van Van Gogh. University Press, Amsterdam 2010. ISBN 978-90-8964-197-7
- Nienke Bakker: Real van Gogh – The artist and his Letters. Thames & Hudson, 2011. ISBN 978-1-905711-60-4
- C. Lossani: Vincent van Gogh and the Colors of the Wind. Alban Books Ltd. 2011. ISBN 978-90-400-8563-5
- Steven Naifeh en Gregory White Smit: Vincent van Gogh, De biografie. Uitgeverij Bert Bakker, Amsterdam, 2011. ISBN 97890 351 3147 7. Dit boek is een van omvangrijkste biografieën over Vincent van Gogh met 1068 pagina's.
- Helewise Berger, Sjraar van Heugten en Laura Prins: Van Goghs intimi. Uitgeverij Dyslexion, 2019. ISBN 9789462583405 .
- KB: Literatuur Dossier Vincent van Gogh